# Álmos (grand-prince)
Pour les articles homonymes, voir Álmos.
Álmos ([ˈaːlmoʃ]) (v. 820 - v. 895) est le premier grand-prince magyar (après 854 - v. 895). La Gesta Hungarorum (« Les actes des Hongrois ») rapporte que son père était Ügyek (en), tandis que la Chronicon Pictum (la « Chronique enluminée de Vienne ») mentionne son père comme étant Előd (le fils de Ügyek) ; sa mère était Emese.

## Naissance
Les chroniques médiévales racontent l'histoire de sa naissance comme suit: « sa mère enceinte avait eu la vision divine dans son rêve d'un turul (un oiseau mythologique important chez les Magyars), comme s'il la survolait et qu'il la fécondait ; et une source sembla surgir de son ventre et de nombreux grands rois sortirent de ses reins, bien que ce ne fût pas dans leurs propres terres qu'ils se multiplieraient ». La légende est souvent donnée pour expliquer le nom d'Álmos, qui est dérivé du mot hongrois signifiant "rêve".

## Grand-prince des Magyars
Selon les chroniques médiévales, Álmos a été proclamé grand-prince des Magyars par les dirigeants du Hétmagyar, la confédération des sept tribus magyares. Mais le De Administrando Imperio stipule que la fonction a été créée par le khan des Khazars, et que ce n'était pas Álmos mais son fils Árpád qui devint le premier grand-prince. Les historiens modernes suivent habituellement la tradition selon laquelle Álmos a été le premier « grand-prince » dans la seconde moitié des années 850,. Il n'est pas clair si Álmos est devenu le kende (chef spirituel) de la confédération ou son gyula (chef militaire).
À cette époque, les tribus magyares vivaient sous la suprématie khazar,.
Avant 862, les sept tribus magyares, vivant dans la région qu'ils appelaient Etelköz, ont fait sécession d'avec les Khazars ; après cela, elles exigeaient des tribus slaves voisines le paiement d'un tribut et combattaient parfois comme mercenaires pour le compte du roi Carloman de Bavière, le roi Arnulf Ier de Germanie et le roi Svatopluk Ier de Grande Moravie. La confédération Hétmagyar a été renforcée lorsque trois tribus Kabardes, qui s'étaient révoltées contre les Khazars, se joignirent à eux avant 881,Au printemps 895, les tribus magyares ont attaqué l'Empire bulgare allié avec l'empereur byzantin Léon VI le Sage et vaincu l'empereur Siméon Ier de Bulgarie, l'obligeant à conclure la paix avec l'Empire byzantin. L'empereur Siméon a conclu une alliance avec les Petchénègues, qui étaient les voisins orientaux de la Hétmagyar, et a lancé une attaque contre les troupes magyares. Lors de la bataille du Boug méridional[réf. à confirmer], l'empereur Siméon a vaincu l'armée magyare, et peu de temps après, les Petchénègues ont attaqué et pillé leurs territoires. Les tribus magyares ont été obligéees de quitter Etelköz et ont envahi le bassin des Carpates, où elles se sont installées (Honfoglalás).
La mort d'Álmos a probablement été causée soit par assassinat soit par sacrifice humain en raison des défaites catastrophiques subies pendant les guerres avec l'Empire bulgare et les Petchénègues.

## Les théories par rapport à l'origine de sa mort
Les Hongrois qui vivaient dans les parties les plus occidentales des Steppe pontiques étaient parfois engagés par les puissances voisines pour intervenir dans leurs guerres. Par exemple, ils ont envahi La Grande-Moravie en alliance avec Arnulf de Carinthie en 892. Leur intervention dans un conflit entre le Premier Empire bulgare et Empire byzantin a provoqué une contre-invasion conjointe des Bulgares et Les Petchénègues Les Hongrois ont été contraints de quitter les steppes pontiques et de traverser les Carpates à la recherche d'une nouvelle patrie vers 895.
Selon le livre Gesta Hungarorum, les Hongrois ont envahi le bassin des Carpates sous la direction d'Álmos, qui a "nommé son fils, Árpád, chef et maître" de la fédération tribale hongroise à Ungvár (Oujhorod,en Ukraine). Par la suite, l'Anonyme ne mentionne pas Álmos. Dans un rapport contrasté, la Chronique illuminée dit qu'Álmos "n'a pas pu entrer en Pannonie, car il a été tué à Erdelw" (Transylvanie). Selon Kristó, la chronique préserve le souvenir du sacrifice d'Álmos en raison de la défaite catastrophique de son peuple face aux Petchénègues. Si cela est vrai, son meurtre rituel prouve qu'Álmos était le chef sacré de la fédération tribale hongroise. Róna-Tas réfute cette affirmation et affirme que si le rapport de la chronique est fiable, Álmos a été victime d'un meurtre politique commis ou initié par son propre fils. Préférant la narration des Gesta Hungarorum au rapport de la Chronique illuminée, Victor Spinei affirme qu'Álmos n'a pas été assassiné en Transylvanie puisque Anonymus écrit que les Hongrois ont contourné cette région lorsqu'ils ont envahi le bassin des Carpates.

### Théorie alternative
Selon Ibn Fadlan, les deux noms Álmos et Almysh sont les mêmes. Ils se réfèrent à la même personne: Almysh, le baltavar (roi) des Bulgares de la Volga, membre de la dynastie Dulo, descendant d'Attila et de son fils Ernakh par le biais de Kubrat et de son fils Batbayan Bezmer, arrière-petit-fils de Tat-Ugek, fils aîné de Gabdullah Şilki (en), il a été élevé au trône de baltavar en 895 et mourut en 925. Almysh a officiellement converti le pays des Bulgares de la Volga en un état musulman. Arbat, le fils aîné d'Almysh, comme leader des Kara-Bulgares aurait alors fait sécession et mené une confédération de tribus (Magyar, Bashkort, Onogur, Sabir, Khazar) dans le bassin des Carpates.
Cette théorie n'explique cependant pas comment les Magyars en sont venus à être dominants et comment ils ont été capables d'imposer leur langue.